# Васильев, Виктор Николаевич (генерал)
Виктор Николаевич Васильев (1872—1917) — генерал-майор, герой Первой мировой войны.

## Биография
Родился 10 марта 1872 года. Начальное образование получил в Псковском кадетском корпусе, после чего 1 сентября 1890 года был принят в 1-е военное Павловское училище. По окончании курса 4 августа 1892 года был выпущен подпоручиком в лейб-гвардии Литовский полк. Произведённый 4 августа 1896 года в поручики Васильев вскоре сдал вступительные экзамены в Николаевскую академию Генерального штаба и в 1898 году выпущен из академии по 1-му разряду.
За успехи в науках он 17 мая 1898 года был произведён в штабс-капитаны гвардии с переименованием в капитаны Генерального штаба и назначением состоять при штабе Одесского военного округа. С 16 марта по 8 июня 1900 года состоял обер-офицером для особых поручений при штабе 7-го армейского корпуса, затем был обер-офицером для особых поручений при штабе 8-го армейского корпуса, а 8 января 1901 года был назначен старшим адъютантом штаба этого корпуса. С 8 мая 1901 года по 8 мая 1902 года проходил цензовое командование ротой в 13-м стрелковом полку.
Произведённый 6 апреля 1903 года в подполковники Васильев тогда же был назначен начальником строевого отдела штаба Свеаборгской крепости. Во время русско-японской войны был командирован на театр военных действий, за отличие был награждён орденом св. Анны 3-й степени с мечами и бантом.
По возвращении с 17 мая 1905 года в течение месяца был штаб-офицером для поручений при штабе 12-го армейского корпуса, после чего занял должность штаб-офицера при управлении 2-й стрелковой бригады. С 14 мая 1907 года являлся штаб-офицером при управлении 47-й пехотной резервной бригады, 6 декабря 1907 года произведён в полковники. С 21 мая по 13 октября 1909 года для прохождения служебного ценза командовал батальоном в лейб-гвардии Семёновском полку. 20 сентября 1910 года был назначен начальником штаба 23-й пехотной дивизии.
После начала Первой мировой войны Васильев был назначен командиром 90-го пехотного Онежского полка (формально — 18 августа). Высочайшим приказом от 23 апреля 1915 года он был награждён орденом св. Георгия 4-й степени
За то, что в бою 8 дек. 1914 г. занимая позицию у д. Залесье-Сковронно, лично предводительствуя полком и подвергаясь большой опасности, сломил сопротивление превосходных сил противника, оказав при этом поддержку соседним частям, что способствовало победоносному успеху всего отряда.
8 июля 1915 года Васильев за боевые отличия был произведён в генерал-майоры (со старшинством от 26 июня 1915 год) и назначен начальником штаба 42-го армейского корпуса, с 5 января 1917 года был обер-квартирмейстером этого корпуса.
После выступления генерала Корнилова Васильев был захвачен солдатами вместе с генералами Орановским, Степановым и другими и убит без суда 29 августа 1917 года.

## Награды
Среди прочих наград Васильев имел ордена:
- Орден Святого Станислава 3-й степени (1901 год)
- Орден Святой Анны 3-й степени с мечами и бантом (1904 год)
- Орден Святого Станислава 2-й степени (1905 год)
- Орден Святой Анны 2-й степени (1906 год)
- Орден Святого Владимира 4-й степени (6 декабря 1911 года)
- Орден Святого Владимира 3-й степени (6 декабря 1913 года)
- Орден Святого Георгия 4-й степени (23 апреля 1915 года)